# Epiphragma (Eupolyphragma) minahassanum
Epiphragma (Eupolyphragma) minahassanum is een tweevleugelige uit de familie steltmuggen (Limoniidae). De soort komt voor in het Oriëntaals gebied.